# Charles C. Stratton
Charles Creighton Stratton (6 de março de 1796 - 30 de março de 1859) foi um político de Nova Jérsei, no qual serviu na Câmara dos Representantes dos Estados Unidos e depois, como 15º Governador de Nova Jérsei. Ele nasceu, e faleceu em Swedesboro, no Condado de Gloucester, Nova Jérsei. Ele está enterrado no Cemitério da Igreja da Trinidade em Swedesboro.
Gradou-se na Universidade Rutgers em 1814, e trabalhou em na agricultura. Ele foi um membro da Assembleia Geral de Nova Jérsei em 1821, 1823, e novamente em 1829. Foi eleito como membro do Partido Whig para o vigésimo quinto Congresso dos Estados Unidos (1837-1839); apresentou credenciais como Membro-eleito do Vigésimo sexto Congresso, mas a Câmara o recusou; foi reeleito para o Vigésimo sétimo Congresso dos Estados Unidos (1841-1843). Ele escolheu não se candidatar novamente em 1842. Stratton serviu como membro da Convenção Constitucional (encontro político) de 1844 que criou ma revisão na Constituição do Estado de Nova Jérsei.
A nova Constituição do Estado de Nova Jérsei de 1844 prevista para eleições diretas para Governador por um mandato de três anos. Stratton participava do Partido Whig, e realizou campanhas sobre uma plataforma se opondo aos interesses do Estado de poder sobre a ferrovia. O candidato do Partido Democrata foi John Renshaw Thomson, nascido na Pensilvânia, no qual foi um acionista na ferrovia e um vigoroso advogado de melhorias internas.
Stratton venceu, e serviu como Governador de 21 de janeiro de 1845 a 17 de janeiro de 1848. Após seu mandato ele retomou a suas atividades agrícolas. Casou-se com Sarah Taggart da Filadélfia em 1854. Devido a problemas de saúde, ele residiu na Europa em 1857 e 1858.
Embora não tenha tido nenhum filho, ele teve dois notáveis sobrinhos. Benjamin Franklin Howey foi um membro Republicano do Quadragésimo Oitavo Congresso dos Estados Unidos (1883-1885) do 4º Distrito Congressional. O outro sobrinho, Thomas Preston Carpenter, serviu como um Associado de Justiça da Suprema Corte de Nova Jérsei.